# Žďákovský most
Žďákovský most – modernistyczny most drogowy nad zbiornikiem wodnym Orlík (Wełtawa) w kraju południowoczeskim w Czechach. Jest położony na drodze krajowej I/19 łączącej Tabor z Pilznem, około piętnaście kilometrów na zachód od Milevska. Leży między wsiami Staré Sedlo na lewym brzegu i Kostelec nad Vltavou na brzegu prawym.

## Charakterystyka
Obiekt oddano do użytku w 1967 i był to wówczas most o najdłuższej na świecie rozpiętości stalowego, pełnego łuku (330 metrów). Jezdnia o szerokości trzynastu metrów i długości 541 metrów znajduje się około 50 metrów nad lustrem wody (towarzyszą jej chodniki o szerokości 1,25 metra). Przy największym dopuszczalnym obciążeniu ugina się o 32 centymetry. Przy wietrze o prędkości 200 km/h wychyla się o 30 centymetrów na boki. Do budowy obiektu zużyto około 4500 ton stali konstrukcyjnej. W 1992 odbył się generalny remont jezdni (wcześniej nie prowadzono tu żadnych poważniejszych prac).